# Jerzy Radziwiłł (biskop)

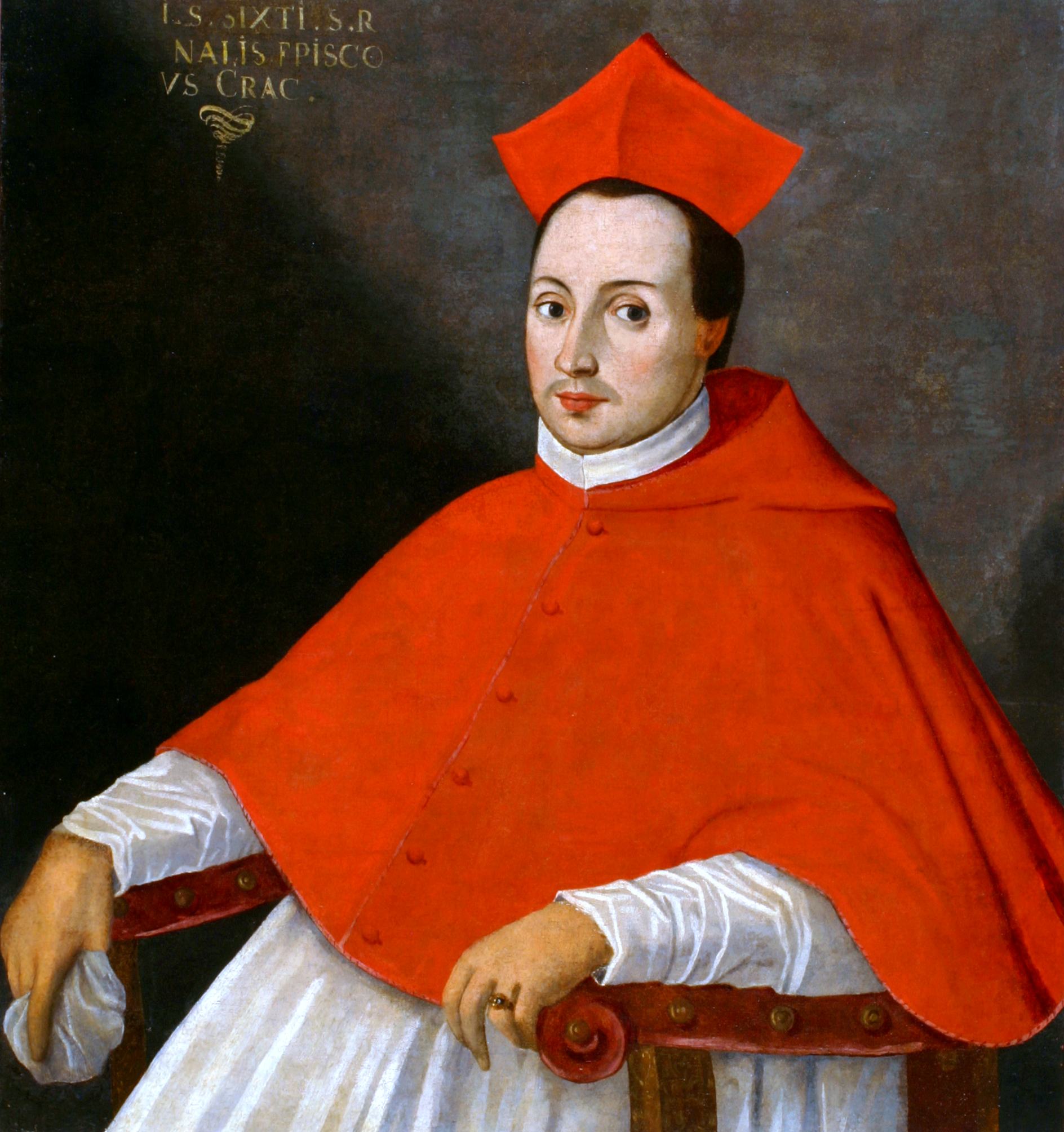
Jerzy Radziwiłł.

Jerzy Radziwiłł (litauiska: Jurgis Radvila), född 1556, död 1600, var en litauisk katolsk präst.
Han stödde valet av kung Sigismund av Polen - samt kung av Sverige 1592–1599 (se svensk-polska unionen) - och blev dennes betrodde rådgivare.